# Retata di Lione

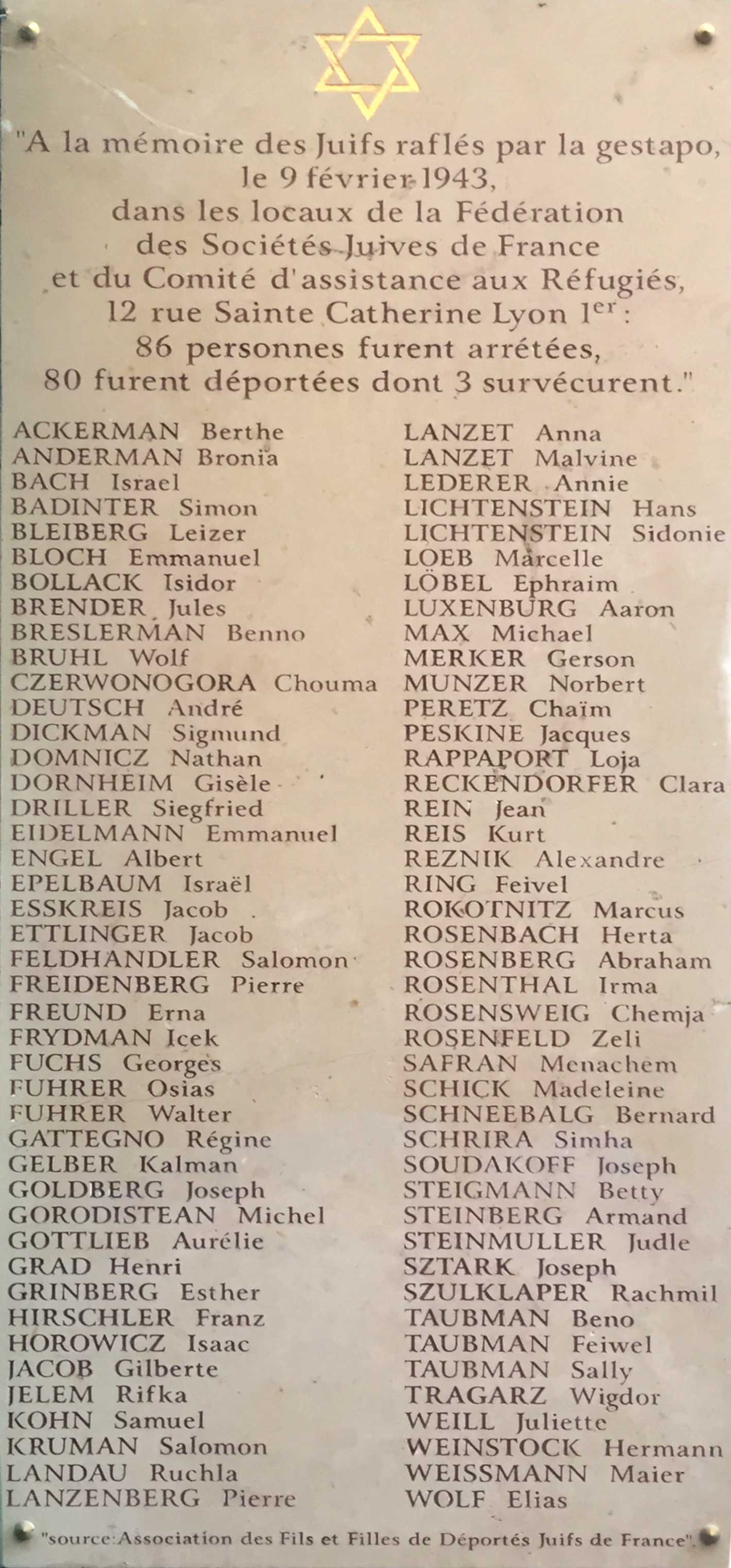
Targa commemorativa delle vittime del rastrellamento di Lione.

La retata di Lione avvenne a Lione il 9 febbraio 1943 per mano della Gestapo. Il raid, ordinato e supervisionato personalmente da Klaus Barbie, ebbe luogo presso la Federazione delle Società Ebraiche di Francia (in francese: Fédération des sociétés juives de France). Per catturare quante più persone possibile, i nazisti non solo scelsero il giorno in cui la Federazione normalmente fornì cure mediche e cibo gratuiti ai rifugiati ebrei, ma tese la trappola costringendo i dipendenti della Federazione arrestati a incoraggiare altre persone a presentarsi in sede.
In totale furono arrestati 86 ebrei, 84 dei quali furono poi deportati nel campo di internamento di Drancy, successivamente 83 persone furono deportate nei campi di sterminio di Sobibor e Auschwitz e, in misura minore, a Bergen-Belsen, Dachau e Majdanek. Degli arrestati, in due fuggirono prima della deportazione, uno fu rilasciato dal campo di Drancy e solo in tre sopravvissero ai campi di sterminio. Alcune vittime appartennero alla Resistenza francese, la retata di rue Sainte-Catherine fu una delle principali accuse contro Barbie al suo processo. Malvine Lanzet, allora 14enne, il prigioniero rilasciato da Drancy, testimoniò al processo nel 1987. Ulteriori testimonianze scritte furono fornite dai pochi testimoni sopravvissuti.

## Contesto storico
Nel 1943, gli uffici dell'Unione generale degli israeliti di Francia (in francese: Union Générale des Israélites de France, UGIF) furono ubicati in 12 Rue Sainte-Catherine a Lione. Ufficialmente, l'UGIF fu un'organizzazione creata dal governo collaborazionista della Francia di Vichy sotto la sovranità della Germania nazista. A Lione, ci fu il risultato della fusione di due entità prebelliche: il Comité intergouvernemental pour les réfugiés, creato nel 1938 per aiutare i profughi ebrei austriaci e tedeschi a stabilirsi in Francia, e un ramo della Società ebraica francese. Durante la guerra, il nuovo ente, fu nominalmente posto sotto il controllo del Commissariato Generale per gli Affari Ebraici.
L'UGIF in realtà agì in segreto per l'assistenza sociale e il benessere del popolo ebraico, ricevendo finanziamenti dai quaccheri americani e, come credevano i nazisti, da una società ebraica con sede a Ginevra. L'associazione fornì rifugio e aiuto ai profughi di tutta Europa arrivati a Lione fin da prima dello scoppio della guerra. L'UGIF inoltre fornì i documenti contraffatti e aiutò a scappare le persone all'estero, in particolare verso la Svizzera. L'organizzazione incluse anche un certo numero di aiutanti non ebrei che fornirono degli alloggi temporanei ad alcuni rifugiati. Queste attività divennero note ai nazisti e servirono da pretesto per la Gestapo al fine di fare irruzione nei locali dell'UGIF a Lione, sebbene il loro scopo reale fosse semplicemente quello di radunare e inviare il maggior numero possibile di ebrei nei campi di sterminio.

## Retata

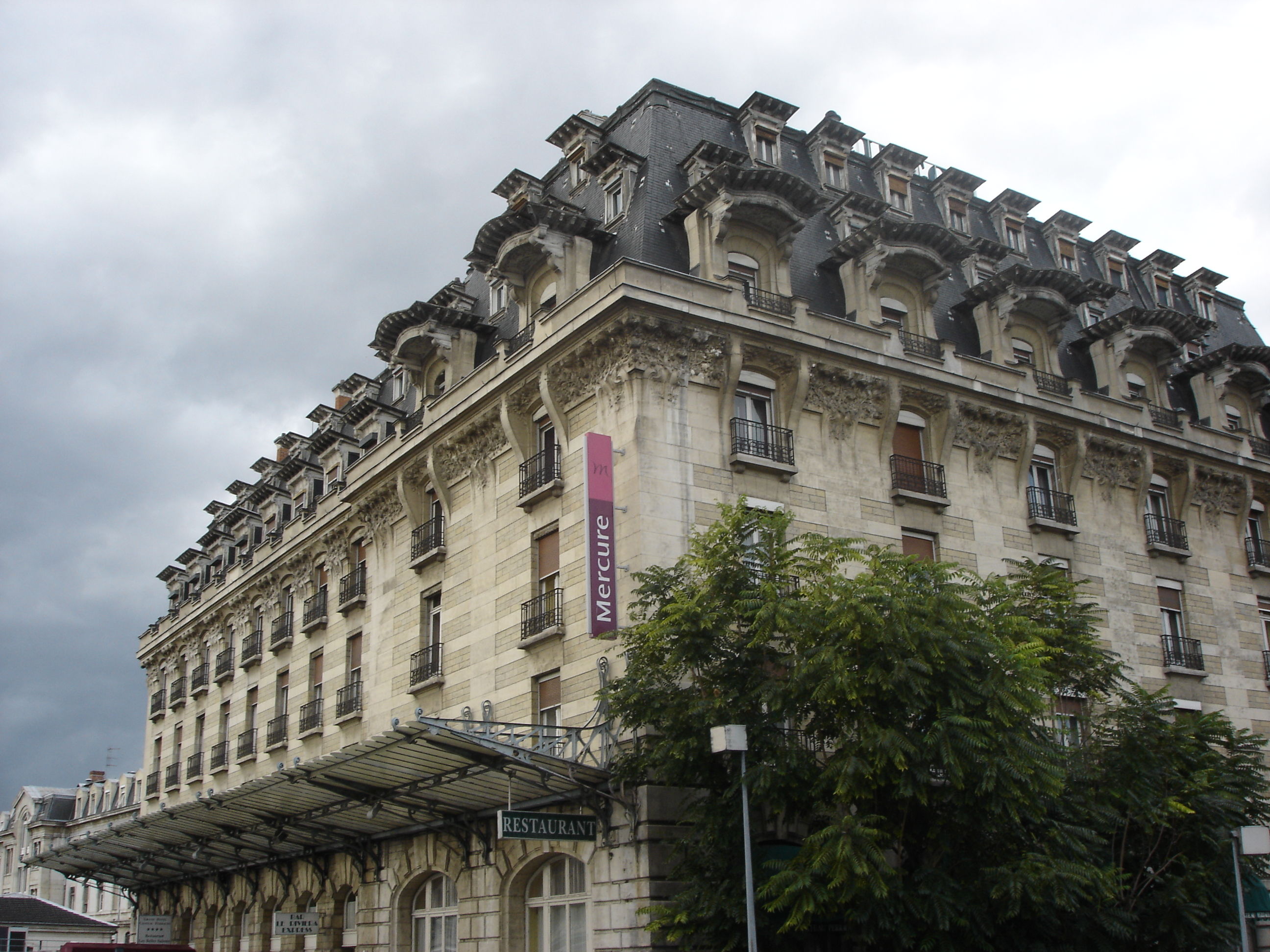
L'Hotel Terminus fu sede della Gestapo a Lione durante la guerra.

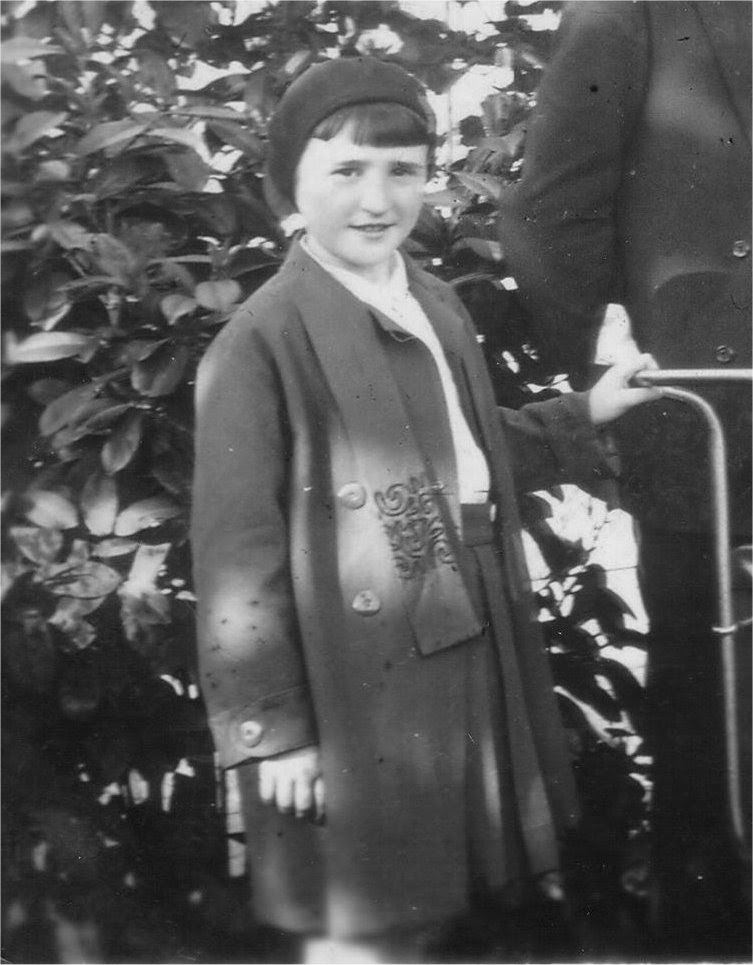
Lola Rappaport, vittima della retata, qui nel 1932

Martedì 9 febbraio 1943 la Gestapo, agendo sotto la direzione di Klaus Barbie, personalmente presente, decise di arrestare i membri dell'UGIF a Lione e di tendere una trappola per arrestare tutte le persone in visita al centro: scelsero un martedì perché questo era il giorno in cui l'Ugif distribuiva gratuitamente cibo gratis e somministrava anche le cure mediche ai più bisognosi.
Gilberte Jacob, una delle sopravvissute alla retata, riferì al processo a Barbie di essere alla reception quando fu arrestata, nel primo pomeriggio, da tre uomini armati di rivoltella. In totale 30 persone furono presenti negli uffici dell'Ugif al momento dell'arrivo di una dozzina di uomini della Gestapo vestiti in borghese. Nelle ore successive, la Gestapo obbligò gli addetti alla reception dell'UGIF a rispondere come di consueto alle chiamate e soprattutto ad incoraggiare le persone a raggiungere l'UGIF quel giorno. Quattro o cinque membri della Gestapo più Barbie interrogarono tutti i presenti. La trappola della Gestapo funzionò e furono riempite due stanze con le 80 persone in stato di arresto. I nazisti confiscarono tutti i loro averi.
Tra le persone arrestate ci furono Victor Szulklaper e Michel Kroskof-Thomas, entrambi riuscirono a convincere lo stesso Barbie di non essere ebrei grazie ai documenti contraffatti. Kroskof-Thomas spiegò la sua presenza sostenendo di essere un pittore e cercò di avvertire quante più persone possibile di non recarsi all'ufficio dell'Unione in quel giorno. Nel 1983 fornì una testimonianza cruciale riferendo che Barbie fu presente personalmente presso la sede dell'UGIF nel giorno della retata. Nel 1985, identificò formalmente Barbie in prigione. Inizialmente furono arrestati anche Annette Grinszpan e suo figlio René Grinszpan, allora di otto mesi: sfruttando dei documenti contraffatti passò come francese alsaziana, ma alla fine Barbie la cacciò via perché il bambino piangeva.
L'8 febbraio 1943, Léa Katz-Weiss, allora sedicenne, sentì dire che il giorno successivo si sarebbe effettuata una retata nella Grande sinagoga di Lione. Cercò il rabbino Schonberg per avvertirlo, recandosi nel pomeriggio del 9 presso gli uffici dell'UGIF dove fu poi arrestata. Riuscì a convincere un ufficiale della Gestapo a lasciarla andare in cambio del suo ritorno la mattina dopo all'Hotel Terminus, in modo che potesse avvertire la madre malata della sua imminente partenza.
Eva Gottlieb, receptionist dell'UGIF, utilizzò dei documenti contraffatti per dimostrare che non avesse rapporti con l'UGIF e che stesse solo riconsegnando una partitura musicale di Beethoven a un amico, quindi fu lasciata andare. Sia Eva Gottlieb che Annette Grinszpan rilasciarono delle testimonianze scritte al processo di Barbie.

### Destino dei prigionieri
Alla fine della giornata, la Gestapo arrestò 86 persone, di cui 62 uomini e 24 donne. In prima serata furono costretti a salire su due camion e mandati a Fort Lamothe, una caserma militare che fu una prigione temporanea poiché la prigione di Montluc fu già piena. Furono lasciati lì, stipati in due stanze, senza cibo né acqua per due giorni, sotto il controllo della Wehrmacht.
Due persone, David Luksemberg e Driller Siegfried, riuscirono a fuggire nelle prime ore del mattino dell'11 febbraio 1943.
Gli 84 prigionieri in mano tedesca furono inviati con un convoglio ferroviario al campo di internamento di Drancy, a nord di Parigi. Malvine Lanzet fu poi rilasciata da Drancy e affidata alle cure dell'UGIF a Parigi. Le restanti 83 persone furono deportate nei campi di sterminio di Sobibor, Auschwitz, Bergen-Belsen e Majdanek. Tra questi, solo tre figurano tra i sopravvissuti.

## Vittime
L'elenco completo delle persone arrestate durante la retata di Rue Sainte-Catherine con la loro età al momento dell'arresto, in ordine alfabetico:
| Nome                                                       | Età     | N° convoglio | Destinazione                              | Note |
| ---------------------------------------------------------- | ------- | ------------ | ----------------------------------------- | --- |
| Berthe Ackerman (o Berthe Akierman)                        | 22 anni | 53           | Assassinata a Sobibor                     | Nata il 1921 in Parigi, deportata da Drancy a Sobibor il 25 marzo 1943. |
| Bronia Andermann                                           | 36 anni | 52           | Assassinata a Sobibor                     | Nata il 3 settembre 1906 a Buezaz, deportata da Drancy a Sobibor il 25 marzo 1943. |
| Israël Bach                                                | 54 anni | 49           | Assassinato a Auschwitz                   | Nato il 19 giugno 1889 a Przemyśl, deportato il 2 marzo 1943 da Drancy ad Auschwitz. |
| Simon Badinter                                             | 47 anni | --           | Assassinato a Sobibor                     | Padre del noto politico Robert Badinter. |
| Leizer Bleiberg (o Bleuberg)                               | 43 anni | 49           | Assassinato a Auschwitz                   | Nato il 9 maggio 1899 a Bortchoff, deportato il 2 marzo 1943 da Drancy ad Auschwitz. |
| Emmanuel Bloch                                             | 68 anni | --           | Assassinato a Auschwitz                   | Nato il 16 settembre 1874 a Niederrœdern, morì il 31 luglio 1943. |
| Isidore Bollack                                            | 72 anni | 59           | Assassinato a Auschwitz                   | Nato il 17 ottobre 1870 a Sicrentz, deportato il 2 settembre 1943 da Drancy ad Auschwitz. Figlio di Moïse Bollack e Claire Picard. Sposò Alice Haymann a Lione. |
| Julius Brender (o Jules Brender)                           | 44 anni | 53           | Assassinato a Sobibor                     | Nato il 26 luglio 1898 a Pastauna, deportato il 25 marzo 1943. |
| Wolf Brull (o Wolf Bruhl)                                  | 62 anni | 49           | Assassinato ad Auschwitz                  | Nato il 1º dicembre 1880 a Jarosław, deportato il 2 marzo 1943. |
| Chuma Czerwonogora (o Chouna Czerwonogora)                 | 32 anni | 55           | Assassinato ad Auschwitz                  | Nato il 21 maggio 1911 a Belchatow, deportato il 23 giugno 1943 da Drancy ad Auschwitz. |
| André Deutsch                                              | 34 anni | 55           | Assassinato a Auschwitz                   | Portò 30.000 franchi all'UGIF per i rifugiati, poi requisiti dalla Gestapo. Fu deportato da Drancy ad Auschwitz il 23 giugno 1943, dove partecipò attivamente al Comitato francese per la solidarietà con Henry Bulawko. Nato il 14 marzo 1909 a Lugos. Prima del suo arresto, viveva a Lione.                    |
| Sigmund Dickmann                                           | 33 anni | 49           | Assassinato ad Auschwitz                  | Nacque il 21 settembre 1909 a Stanislav, deportato da Drancy ad Auschwitz il 2 marzo 1943. |
| Noel (o Nathan) Domnicz                                    | 22 anni | 53           | Assassinato a Sobibor                     | Nato il 9 ottobre 1920 a Varsavia, deportato da Drancy a Sobibor il 25 marzo 1943. |
| Gisèle Dornheim (nome di nascita Gisèle Flesch)            | 45 anni | 53           | Assassinato a Sobibor                     | Nato il 18 settembre 1898 a Vienna, deportato da Drancy a Sobibor il 25 marzo 1943. |
| Emmanuel Edelmann                                          | 35 anni | 49           | Assassinato ad Auschwitz                  | Nato il 2 febbraio 1908 in Polonia, deportato da Drancy ad Auschwitz il 2 marzo 1943. |
| Albert Engel                                               | 53 anni | 49           | Assassinato ad Auschwitz                  | Nato il 14 aprile 1889 a Berlino, deportato da Drancy ad Auschwitz il 2 marzo 1943. |
| Israel Epelbaum                                            | 47 anni | 53           | Assassinato a Sobibor                     | Nato il 1896 a Nadimine, deportato da Drancy a Sobibor il 25 marzo 1943. |
| Jacob Esskreis                                             | 65 anni | 49           | Assassinato ad Auschwitz                  | Nato il 15 dicembre 1877 a Leopoli, deportato da Drancy ad Auschwitz il 2 marzo 1943. |
| Jacob Ettlinger (o Jacob Ettinger)                         | 39 anni | 53           | Assassinato a Sobibor                     | Nato il 20 agosto 1903 a Budapest, deportato da Drancy a Sobibor il 25 marzo 1943. |
| Salomon Feldhandler                                        | 35 anni | 53           | Assassinato a Sobibor                     | Nato il 28 marzo 1908 a Vienna, deportato da Drancy a Sobibor il 25 marzo 1943. |
| Pierre Freidenberg                                         | 42 anni | 53           | Assassinato a Sobibor                     | Nato il 11 luglio 1901 a Beaune, deportato da Drancy a Sobibor il 25 marzo 1943. |
| Erna Freund                                                | 54 anni | 52           | Assassinato a Sobibor                     | Nato il 27 luglio 1888 a Erfurt, deportato da Drancy a Sobibor il 25 marzo 1943. |
| Icek Frydmann                                              | 34 anni | 51           | Assassinato a Majdanek                    | Nato il 25 maggio 1908 a Nolomeri, deportato da Drancy a Majdanek il 6 marzo 1943. |
| Georg Fuchs                                                | 37 anni | 53           | Assassinato a Sobibor                     | Nato il 25 agosto 1905 a Hidaskürt, ora Mostová, deportato da Drancy a Sobibor il 25 marzo 1943. |
| Osias Fuhrer                                               | 53 anni | 49           | Assassinato ad Auschwitz                  | Nato il 22 febbraio 1890 a Przemyśl, deportato da Drancy ad Auschwitz il 2 marzo 1943. |
| Walter Fuhrer                                              | 18 anni | 49           | Assassinato ad Auschwitz                  | Nato il 22 novembre 1924 a Vienna, deportato da Drancy ad Auschwitz il 2 marzo 1943. |
| Régine Gattegno                                            | 19 anni | 53           | Assassinata a Sobibor il 30 marzo 1943    | Membro della Resistenza francese, nata il 15 settembre 1923 a Lione, deportata da Drancy a Sobibor il 25 marzo 1943. |
| Kalman Gelber (o Kalmann Gelber)                           | 42 anni | 49           | Assassinato a Auschwitz                   | Nato il 4 marzo 1900 a Brechatza, deportato da Drancy a Auschwitz il 2 marzo 1943. |
| Joseph Goldberg                                            | 40 anni | 51           | Assassinato a Majdanek                    | Nato il 20 maggio 1902 a Magalnica, deportato da Drancy a Majdanek il 6 marzo 1943. |
| Michel Gorodistan (o Michel Gorodistean)                   | 42 anni | 55           | Assassinato a Auschwitz                   | Nato il 10 febbraio 1901 a Kirnienew, deportato da Drancy a Auschwitz il 23 giugno 1943. |
| Aurélie Gottlieb                                           | 51 anni | 55           | Assassinato a Auschwitz il 28 giugno 1943 | Membro della Resistenza francese Nato il 1892, deportato da Drancy a Auschwitz. |
| Heinrich Grad (o Henri Grad)                               | 44 anni | 49           | Assassinato ad Auschwitz                  | Nato il 18 maggio 1899 a Radkowicz, deportato da Drancy ad Auschwitz il 2 marzo 1943. |
| Esther Grinberg                                            | 32 anni | 53           | Assassinato a Sobibor                     | Nato il 16 ottobre 1910 a Parigi, deportato da Drancy a Sobibor il 25 marzo 1943. |
| Paul Guerin (o Benno Breslerman)                           | 13 anni | 53           | Assassinato a Sobibor                     | Nato il 1º dicembre 1929 a Marsiglia, deportato da Drancy a Sobibor il 25 marzo 1943. |
| Franz Hirschler (o Frantz Hirschler)                       | 52 anni | 49           | Assassinato ad Auschwitz                  | Nato il 16 febbraio 1891 a Mannheim, deportato da Drancy ad Auschwitz il 2 marzo 1943. |
| Isaac Horowicz                                             | 33 anni | 49           | Assassinato ad Auschwitz                  | Nato il 16 gennaio 1910 a Brzesborg, deportato da Drancy ad Auschwitz il 2 marzo 1943. |
| Gilberte Jacob (o Gilberte Lévy)                           | 30 anni | 80           | deportato a Bergen-Belsen                 | Sopravvissuta alla guerra, fu testimone al processo di Klaus Barbie. Nata il 25 gennaio 1913 a Parigi, al momento dell'arresto viveva a Lione. Fu deportata da Drancy a Bergen-Belsen il 23 luglio 1944. |
| Ryfka Jelem                                                | 41 anni | 49           | Assassinato ad Auschwitz                  | Nato il 3 settembre 1901 a Smiobitch, deportata da Drancy ad Auschwitz il 2 marzo 1943. |
| Samuel Kohn                                                | 42 anni | 55           | Assassinato ad Auschwitz                  | Membro della Resistenza francese, nato nel 1892, deportato da Drancy ad Auschwitz. |
| Salomon Kruman                                             | 41 anni | 49           | Assassinato ad Auschwitz                  | Nato il 20 gennaio 1909 a Mykulynci, deportato da Drancy ad Auschwitz il 2 marzo 1943. |
| Ruchla Landau                                              | 41 anni | 49           | Assassinata ad Auschwitz                  | Nata il 11 ottobre 1901 a Chrzanów, deportato da Drancy ad Auschwitz il 2 marzo 1943. |
| Pierre Lanzenberg                                          | 43 anni | 55           | Assassinato a Sobibor il 30 marzo 1943    | Dermatologa, membro della Resistenza francese, nato nel 1892, deportato da Drancy ad Auschwitz. |
| Anna Lanzet                                                | 43 anni | 62           | Assassinata a Auschwitz                   | Madre di Malvine Lanzet, nata il 10 agosto 1900 a Bolechowo, trasferita all'ospedale Rothschild il 15 marzo 1943 dove fu arrestata dalle SS sotto la direzione di Alois Brunner. Deportata da Drancy a Auschwitz il 20 novembre 1943.                                                                             |
| Malvine Lanzet (o Malvine Kessler)                         | 14 anni | --           | liberata il 12 giugno 1943                | Dopo il suo arrivo a Drancy, fu liberata e portata in un orfanotrofio di Parigi. Fu una testimone al processo di Klaus Barbie. Nata il 4 o 11 agosto 1928 a Vienna, liberata il 12 giugno 1943 dal campo di Drancy.                                                                                               |
| Annie Lederer                                              | 27 anni | 53           | Assassinata a Sobibor                     | Nata il 12 aprile 1915 a Habeloutz, deportata da Drancy a Sobibor il 25 marzo 1943. |
| Hans Lichtenstein                                          | 41 anni | 55           | Assassinato ad Auschwitz                  | Nato il 11 aprile 1901 a Deina-Szezdahe, deportata da Drancy ad Auschwitz il 23 giugno 1943. |
| Sidonie Lichtenstein                                       | 37 anni | 55           | Assassinata ad Auschwitz                  | Nata il 23 giugno 1905 a Uherský Brod, deportata da Drancy ad Auschwitz il 23 giugno 1943. |
| Marcelle Loeb                                              | 19 anni | 53           | Assassinata a Sobibor                     | Nata il 28 aprile 1923 a Strasburgo. Soprannominata Topy, fu l'assistente di Pierre Lanzenberg nel suo studio medico, viveva a Lione al momento della retata. Deportata da Drancy a Sobibor il 25 marzo 1943. Fu uccisa il 30 marzo 1943.                                                                         |
| Ephraim Loebel (o Ephraim Lobel)                           | 57 anni | 49           | Assassinato ad Auschwitz                  | Nato il 10 maggio 1885 a Kanena, deportato da Drancy a Sobibor il 2 marzo 1943. |
| Michael Max                                                | 52 anni | 49           | Assassinato ad Auschwitz                  | Nato il 12 marzo 1891 a Pilgersdorf, deportato da Drancy ad Auschwitz il 2 marzo 1943. |
| Gerson Merker                                              | 54 anni | 49           | Assassinato ad Auschwitz                  | Nato il 29 agosto 1888 a Tyśmienica, deportato da Drancy ad Auschwitz il 2 marzo 1943. |
| Norbert Muntzer (o Norbert Munzer)                         | 34 anni | 49           | Assassinato ad Auschwitz                  | Nato il 20 agosto 1908 a Vienna, deportato da Drancy ad Auschwitz il 2 marzo 1943. |
| Chaim Peretz                                               | 57 anni | 48           | Assassinato ad Auschwitz                  | Nato il 22 febbraio 1886 a Sosnowice, deportato da Drancy ad Auschwitz il 13 febbraio 1943. |
| Jacques Peskine                                            | 61 anni | 48           | Assassinato ad Auschwitz                  | Nato il 7 agosto 1881 a Vilnius, deportato da Drancy ad Auschwitz il 13 febbraio 1943. |
| Lola Rappaport (o Loja Rappaport o Laja Rapaport)          | 21 anni | 57           | Assassinata ad Auschwitz                  | Nata il 30 dicembre 1922 o il 30 dicembre 1920 a Częstochowa. Al momento dell'arresto viveva al 17, Rue de Sully di Roanne. Fu deportato da Drancy a Auschwitz il 18 luglio 1943. |
| Klara Reckendorfer                                         | 45 anni | 49           | Assassinata a Auschwitz                   | Nata il 23 marzo 1898 a Norimberga, deportata da Drancy a Auschwitz il 2 marzo 1943. |
| Jean-Jacques (Joseph) Rein                                 | 23 anni | 53           | Assassinato a Sobibor                     | Nato il 28 febbraio 1920 a Mulhouse. Membro della Resistenza francese, rilasciò dei documenti falsi e allestì degli alloggi per i rifugiati. Fu deportato da Drancy a Sobibor il 25 marzo 1943 e assassinato il 30 marzo 1943.                                                                                    |
| Kurt Reis                                                  | 42 anni | --           | sconosciuto                               | Nato il 2 febbraio 1901 a Norimberga. |
| Alexandre Reznik                                           | 47 anni | 49           | Assassinato ad Auschwitz                  | Nato il 10 luglio 1895 a Riga, deportato da Drancy ad Auschwitz il 2 marzo 1943. |
| Feiwel Ring                                                | 33 anni | 49           | Assassinato ad Auschwitz                  | Nato il 12 maggio 1910 a Novesacht, deportato da Drancy ad Auschwitz il 2 marzo 1943. |
| Marcus Rokotnitz (o Marais Rokonitz)                       | 42 anni | 49           | Assassinato ad Auschwitz                  | Nato il 28 giugno 1900 o 28 agosto 1900 a Zauckh, deportato da Drancy ad Auschwitz il 2 marzo 1943. |
| Herta Rosenbach                                            | 35 anni | 49           | Assassinato ad Auschwitz                  | Nato il 12 gennaio 1908 a Hertstedt, deportato da Drancy ad Auschwitz il 2 marzo 1943. |
| Abraham Rosenberg                                          | 64 anni | 49           | Assassinato ad Auschwitz                  | Nato il 15 settembre 1879 a Mykolaïv, deportato da Drancy ad Auschwitz il 2 marzo 1943. |
| Zeli Rosenfeld                                             | 48 anni | --           | sconosciuto                               | Nato il 11 agosto 1894 a Kotseloc. |
| Irma Rosenthal                                             | 64 anni | 59           | Assassinata ad Auschwitz                  | Nata il 9 luglio 1878 a Illkirch-Graffenstaden, deportata da Drancy a Auschwitz il 2 settembre 1943. Suo fratello Marcel Baumann, di 63 anni viveva a Villefranche-sur-Saone nacque il 17 giugno 1881 a Ilkirrch, fu deportato da Drancy ad Auschwitz con il convoglio n° 77 il 31 luglio 1944.                   |
| Henri Rosencweig (o Chemja Rosensweig o Chamja Rosensweig) | 25 anni | --           | Assassinato a Auschwitz                   | Nato il 3 giugno 1917 a Bratislava |
| Menachem Safran                                            | 42 anni | 49           | Assassinato ad Auschwitz                  | Nato il 29 luglio 1900 a Krosno, deportato da Drancy ad Auschwitz il 2 marzo 1943. |
| Madeleine Schick                                           | 22 anni | 53           | Assassinata a Sobibor                     | Nata il 22 novembre 1920 a Colmar, deportata da Drancy a Sobibor il 25 marzo 1943. |
| Bernard Schneebalg (o Bernard Schnelbalg)                  | 43 anni | 53           | Assassinato a Sobibor                     | Nato il 31 marzo 1899 a Katity, deportato da Drancy a Sobibor il 25 marzo 1943. |
| Simha Schkira                                              | 50 anni | --           | sconosciuto                               | Nato il 15 gennaio 1893 in Romania. |
| Joseph Soudakoff (o Joseph Soudrkoff)                      | 52 anni | 49           | Assassinato ad Auschwitz                  | Nato il 25 luglio 1890 a Černihiv, deportato da Drancy a Auschwitz il 2 marzo 1943. |
| Betty Steigmann                                            | 36 anni | 49           | Assassinata ad Auschwitz                  | Nata il 9 settembre 1906 a Straieg, deportata da Drancy a Auschwitz il 2 marzo 1943. |
| Armand Steinberg                                           | 32 anni | 57           | sopravvissuto                             | Dentista, deportato ad Auschwitz e poi a Dachau. La sua testimonianza fu letta al processo contro Klaus Barbie. Fu anche intervistato per il documentario Les Témoins impossibles nel 1987. Nato il 25 luglio 1910 a Parigi, deportato da Drancy a Auschwitz il 18 luglio 1943. Liberato a maggio 1945 da Dachau. |
| Jules Steinmuller                                          | 48 anni | 49           | Assassinato ad Auschwitz                  | Nato il 12 marzo 1895 a Lubartów, deportato da Drancy ad Auschwitz il 2 marzo 1943. |
| Joseph Sztark                                              | 31 anni | 49           | Assassinato ad Auschwitz                  | Nato il 6 luglio 1911 a Wlanow, deportato da Drancy ad Auschwitz il 2 marzo 1943. |
| Rachmill Szulklaper (o Sullaper)                           | 31 anni | --           | sconosciuto                               | Fratello di Victor Szulklaper fu rilasciato grazie ai documenti falsi in suo possesso che lo identificarono come cittadino francese. Deportato ad Auschwitz, Rachmill sopravvisse alla guerra e morì nel 1984, alla vigilia del processo a Klaus Barbie Nato il 2 settembre 1911 a Sosnowik.                      |
| Benno Taubmann                                             | 33 anni | 52           | Assassinato a Sobibor                     | Nato il 13 aprile 1910 a Černivci, deportato da Drancy a Sobibor il 23 marzo 1943. |
| Feiwel Taubmann                                            | 60 anni | 52           | Assassinato a Sobibor                     | Nato il 12 ottobre 1882 a Snyalin, deportato da Drancy a Sobibor il 23 marzo 1943. |
| Sally Taubmann                                             | 63 anni | 53           | Assassinata a Sobibor                     | Nata il 18 settembre 1879 a Mielnica Mała, deportata da Drancy a Sobibor il 25 marzo 1943. |
| Victor Tlagarza (o Victor Tlagarz)                         | 43 anni | 49           | Assassinato ad Auschwitz                  | Nato il 10 maggio 1899 a Łódź, deportato da Drancy ad Auschwitz il 2 marzo 1943. |
| Juliette Weill                                             | 21 anni | 53           | Assassinato a Sobibor                     | Membro della Resistenza francese, nato il 23 novembre 1921 a Strasburgo. Sono state conservate delle lettere scritte alla sua famiglia mentre era a Drancy e poi lette durante le commemorazioni della retata. Deportata da Drancy a Sobibor il 25 marzo 1943, muore il 30 marzo 1943.                            |
| Hermann Weinstock                                          | 47 anni | 49           | Assassinato ad Auschwitz                  | Nato il 2 gennaio 1896 a Troza, deportato da Drancy ad Auschwitz il 2 marzo 1943. |
| Maier Weismann                                             | 57 anni | 53           | Assassinato a Sobibor                     | Il giorno della retata, doveva consegnare 225.000 franchi provenienti da fondi statunitensi come aiuto per i rifugiati di Lione e poi requisiti dalla Gestapo. Nato il 5 dicembre 1885 a Korczyna, deportato da Drancy a Sobibor il 25 marzo 1943.                                                                |
| Elias Wolf                                                 | 65 anni | 49           | Assassinato ad Auschwitz                  | Nato il 14 giugno 1878 a Starasol, deportato da Drancy ad Auschwitz il 2 marzo 1943. |

I quattro sopravvissuti furono:
- Gilberte Jacob, (poi Gilberte Lévy) testimone al processo di Klaus Barbie;
- Malvine Lanzet, (poi Malvine Kessler) testimone al processo di Klaus Barbie;
- Armand Steinberg;[43]
- Rachmill Szulklaper.

I due prigionieri fuggiti da Fort Lamothe furono:
- Siegfried Driller, nato il 16 settembre 1896 a Vienna;
- David Luksemberg (o David Luxembourg).[44]

## Eredità

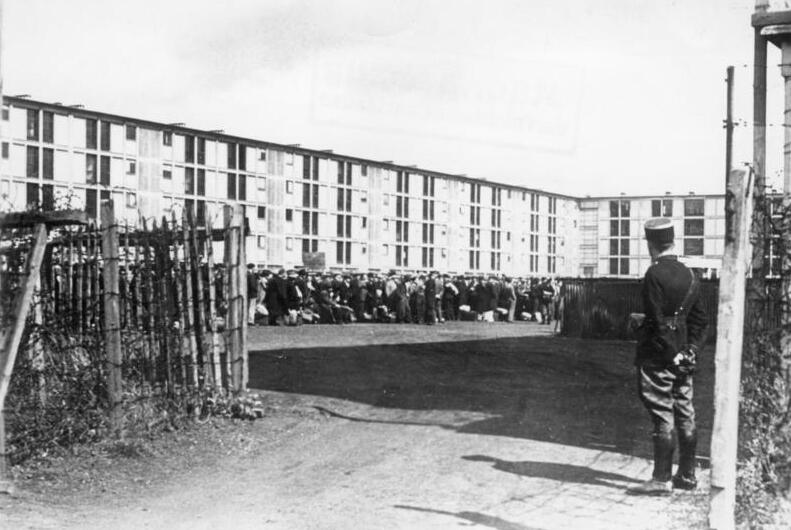
Il campo di Drancy da dove 84 delle 86 persone arrestate durante il rastrellamento furono imprigionate fino alla loro partenza verso i campi di sterminio.

In seguito al rastrellamento, i nazisti chiusero i locali dell'UGIF in rue Sainte-Catherine. Nell'aprile 1943, il capo dell'UGIF a Lione all'epoca del rastrellamento, Robert Kahn, fu sostituito da Raymond Geissmann.
Geissmann scelse nuovi collaboratori e trasferì l'UGIF al 9 di Rue de l'Hôtel de Ville. Nonostante ciò, da allora in poi la maggior parte degli aiuti ai profughi ebrei provenirono da altrove, ad esempio dall'ufficio del rabbino di Lione poiché l'UGIF rimase indebolito dalla retata.

### Il processo di Barbie
Nel 1983 Serge Klarsfeld ebbe accesso agli archivi dell'Union générale des israélites de France che furono trasferiti all'Istituto YIVO per la ricerca ebraica di New York poco dopo il 1945. Grazie a questi documenti e all'elenco degli arrivi al campo di Drancy del 12 febbraio 1943, Klarsfeld riuscì a stabilire un elenco completo di nomi per le 84 vittime.
L'ordine firmato da Barbie per il rastrellamento fu scoperto successivamente, il che significò che gli eventi di Rue Sainte-Catherine furono inclusi nel processo a Barbie nel 1987. Klarsfeld compilò questi documenti nel libro La rafle de la rue Sainte-Catherine à Lyon le 9 février 1943. Il rastrellamento di Lione fu quindi un evento determinante per garantire la pena dell'ergastolo di Barbie.

### Targa commemorativa
Il 13 febbraio 2011, in occasione del 68º anniversario del rastrellamento, fu posta in rue Sainte-Catherine una targa commemorativa con i nomi delle 84 persone arrestate il 9 febbraio 1943. La targa, donata dall'Association des Fils et Filles des Déportés Juifs de France, fu inaugurata dal senatore e sindaco di Lione, Gérard Collomb. Una commemorazione a cadenza annuale si svolge a Lione in ricordo degli eventi del 9 febbraio 1943. La mattina del 21 ottobre 2019, la targa fu deturpata con metà dei nomi delle vittime ricoperti di inchiostro nero.